# Битка при Тегира
Битката при Тегира от 375 г. пр.н.е. е сблъсък между тивански и спартански войски в Беотия, недалеч от Орхомен. По това време Тива води борба за обединение на областта срещу хегемонията на Спарта.

## Първоизточници
Битката е описана пространно от Плутарх в книги XVI и XVII от животописа на тиванския пълководец Пелопид. Подробности добавя друг древен летописец – Диодор Сицилийски, в съчинението си „Историческа библиотека“.

## Преди битката
Войната между Спарта и Тива започва в 379 г. пр.н.е., когато тиванските демократи премахват олигархическия проспартански режим и прогонват спартанския гарнизон от града си. В четирите години до битката при Тегира военните действия са развиват с променлив успех. Спартанският цар Агезилай II неколкократно опустошава тиванските земи. Тиванците не рискуват пълномащабно сражение със спартанците, които с воинските качества и дисциплината си са се доказали като най-добрата армия в Елада през последните 100 години. С гарнизоните си в Теспия, Танагра, Орхомен и други беотийски градове Спарта възпира териториалното разширение на Тива.

## Развой
През 375 г. пр.н.е. на тиванците се представя възможност да овладеят Орхомен. Научил, че спартанският гарнизон е напуснал града, за да нападне съседната област Локрида, Пелопид начело със Свещения отряд и неуточнен брой конници се отправя към Орхомен. Надеждата му, че ще завари града със слаба охрана, не се оправдава. Тъй като в Орхомен вече е дошло подкрепление от Лакедемон, Пелопид се отказва от нападението. По-прекият път на връщане е залят от придошла река, затова тиванците потеглят по северния бряг на езерото Копаис. В клисура недалеч от селището Тегира те се натъкват на спартанския гарнизон, който се завръща от набега си в Локрида.
Числеността на противниците не е установена с точност. Плутарх съобщава, че Пелопид е разполагал с 300 хоплити и неуточнен брой конници, докато Диодор пише за общо 500 тиванци срещу двойно повече спартанци. Плутарх не уточнява броя на спартанците – отбелязва само, че те са били разпределени в две мори, всяка от които с между 500 и 900 бойци.
Спартанците, които са изненадани също толкова, колкото е противникът им, се развръщат във фаланга, за да го нападнат. От своя страна, Пелопид нарежда на конницата си, която до този момент охранява тиванския ариергард, да атакува, за да им попречи. В това време той нарежда Свещения отряд в строй, по-дълбок и по-плътен от обикновено, със задачата да си пробие път за отстъпление към Тива. Още при първия насрещен сблъсък на хоплитите от двете страни лакедемонските предводители Теопомп и Горголеон са убити заедно с много от воините си. Останалите спартанци се отдръпват встрани с надеждата, че тиванците ще предпочетат да се оттеглят през така отворения път през клисурата и по този начин ще изложат на удар фланга и тила си. Само че Пелопид обръща хоплитите си срещу остатъка на спартанската фаланга и я разгромява. Сега вече всички спартанци побягват, но тиванците не ги преследват дълго – Пелопид се опасява, че гарнизонът от близкия Орхомен ще им се притече на помощ и ще обърне хода на битката.

## Значение
Въпреки победата Пелопид не изпълнява първоначалния си замисъл да завладее Орхомен. Този град остава опора на противниците на Тива в Беотия чак до битката при Левктра.
Все пак битката при Тегира оказва голямо психологическо въздействие върху съвременниците – в нея Пелопид доказва на съгражданите си и на всички гърци, че спартанците не са непобедими.